# Glee-diskografi
Diskografien fra tv-serien Glee, består af otte soundtrack album , tre kompilationsalbummer , seks EP'er, og 205 singler.

## Oversigt over diskografi
| Album                                         | Udgivelsesdato    |
| --------------------------------------------- | ----------------- |
| Glee: The Music, Volume 1                     | 2. november 2009  |
| Glee: The Music, Volume 2                     | 4. december 2009  |
| Glee: The Music, The Power of Madonna         | 20. april 2010    |
| Glee: The Music, Volume 3 Showstoppers        | 18. maj 2010      |
| Glee: The Music, Journey to Regionals         | 8. juni 2010      |
| Glee: The Music, The Rocky Horror Glee Show   | 19. oktober 2010  |
| Glee: The Music, The Christmas Album          | 9. november 2010  |
| Glee: The Music, Volume 4                     | 26. november 2010 |
| Glee: The Music, Volume 5                     | 8. marts 2011     |
| Glee: The Music Presents the Warblers         | 19. april 2011    |
| Glee: The Music, Volume 6                     | 23. maj 2011      |
| Glee: The Music, The Christmas Album Volume 2 | 11. november 2011 |
| Glee: The Music, Volume 7                     | 6. december 2011  |
| Glee: The Music, The Graduation Album         | 15. maj 2012      |

## Albums

### Soundtrack album
| Titel                                         | Albumdetaljer                                                                                        | Toplistepositioner | Toplistepositioner | Toplistepositioner | Toplistepositioner | Toplistepositioner | Toplistepositioner | Toplistepositioner | Toplistepositioner | Toplistepositioner | Toplistepositioner | Certifikationer                                                                        |
| Titel                                         | Albumdetaljer                                                                                        | AUS                | CAN                | FRA                | IRL                | MEX                | NL                 | NZ                 | SWI                | UK                 | US                 | Certifikationer                                                                        |
| --------------------------------------------- | --- | ------------------ | ------------------ | ------------------ | ------------------ | ------------------ | ------------------ | ------------------ | ------------------ | ------------------ | ------------------ | -------------------------------------------------------------------------------------- |
| Glee: The Music, Volume 1                     | - Udgivelsesdato: 2. november 2009 - Pladeselskab: Columbia (#754090) - Format: CD, digital download | 3                  | 4                  | 52                 | 1                  | 37                 | 9                  | 8                  | 48                 | 1                  | 4                  | - AUS: 2× Platin - CAN: Platin - IRL: 3× Platin - NZ: Platin - UK: Platin - US: Platin |
| Glee: The Music, Volume 2                     | - Udgivelsesdato: 8. december 2009 - Pladeselskab: Columbia (#761705) - Format: CD, digital download | 8                  | 5                  | 74                 | 1                  | 39                 | 16                 | 1                  | —                  | 2                  | 3                  | - AUS: Platin - CAN: Platin - IRL: 2× Platin - NZ: Guld - UK: Guld - US: Guld          |
| Glee: The Music, Volume 3 Showstoppers        | - Udgivelsesdato: 18. maj 2010 - Pladeselskab: Columbia (#770611) - Format: CD, digital download     | 1                  | 1                  | 47                 | 1                  | 9                  | 22                 | 3                  | 87                 | 3                  | 1                  | - AUS: Platin - IRL: Platin - NZ: Guld - US: Guld - UK: Guld                           |
| Glee: The Music, The Christmas Album          | - Udgivelsesdato: November 9, 2010 - Pladeselskab: Columbia (#778567) - Format: CD, digital download | 13                 | 1                  | —                  | 13                 | 77                 | 43                 | 27                 | —                  | 37                 | 3                  | - AUS: Guld - IRL: Guld - US: Platin                                                   |
| Glee: The Music, Volume 4                     | - Released: November 26, 2010 - Label: Columbia (#779214) - Format: CD, digital download             | 3                  | 6                  | 126                | 12                 | 8                  | 24                 | 9                  | —                  | 4                  | 5                  | - AUS: Platin - IRL: Guld - NZ: Guld - US: Guld - UK: Guld                             |
| Glee: The Music, Volume 5                     | - Udgivelsesdato: 8. marts 2011 - Pladeselskab: Columbia (#785852) - Format: CD, digital download    | 1                  | 3                  | 100                | 5                  | 23                 | 27                 | 3                  | —                  | 4                  | 3                  | - AUS: Guld - NZ: Guld                                                                 |
| Glee: The Music Presents the Warblers         | - Udgivelsesdato: 19. april 2011 - Pladeselskab: Columbia - Format: CD, digital download             | 6                  | 5                  | —                  | 8                  | 41                 | —                  | 11                 | —                  | 7                  | 2                  |                                                                                        |
| Glee: The Music, Volume 6                     | - Udgivelsesdato: May 23, 2011 - Pladeselskab: Columbia - Format: CD, digital download               | 3                  | 4                  | —                  | 4                  | 49                 | 83                 | 3                  | —                  | 6                  | 4                  | - AUS: Guld                                                                            |
| Glee: The 3D Concert Movie                    | - Released: August 9, 2011 - Label: Columbia - Format: CD, digital download                          | 12                 | 10                 | —                  | 21                 | 38                 | 98                 | 15                 | —                  | 35                 | 16                 |                                                                                        |
| Glee: The Music, The Christmas Album Volume 2 | - Udgivelsesdato: 15. november 2011 - Pladeselskab: Columbia - Format: CD, digital download          | 24                 | 6                  | —                  | 46                 | —                  | —                  | —                  | —                  | 60                 | 6                  |                                                                                        |
| Glee: The Music, Volume 7                     | - Udgivelsesdato: 6. december 2011 - Pladeselskab: Columbia - Format: CD, digital download           | 18                 | —                  | —                  | 41                 | —                  | 65                 | 25                 | —                  | 55                 | 9                  | - AUS: Guld                                                                            |
| Glee: The Music, The Graduation Album         | - Udgivelsesdato: 15. maj 2012 - Pladeselskab: Columbia - Format: CD, digital download               | 12                 | 6                  | —                  | 14                 | —                  | —                  | 21                 | —                  | 17                 | 8                  |                                                                                        |
| Glee: The Music, Season 4, Volume 1           | - Udgivelsesdato: 27. november 2012 - Pladeselskab: Columbia - Format: CD, digital download          | —                  | —                  | —                  | —                  | —                  | —                  | —                  | —                  | —                  | —                  |                                                                                        |
| "—" Ingen placeringer på hitlister            | |                    |                    |                    |                    |                    |                    |                    |                    |                    |                    |                                                                                        |

### Compilation albums
| Titel                                                  | Album detaljer                                                                                  | Top positioner | Top positioner | Top positioner |
| Titel                                                  | Album detaljer                                                                                  | AUS            | IRL            | UK             |
| ------------------------------------------------------ | ----------------------------------------------------------------------------------------------- | -------------- | -------------- | -------------- |
| Glee: The Music, The Complete Season One               | - Udgivelsesdato: September 14, 2010 - Pladeselskab: Columbia - Format: Digital download        | —              | —              | —              |
| Glee: The Music, Best of Season One                    | - Udgivelsesdato: 15. november 2010 - Pladeselskab: Columbia - Format: CD, digital download     | —              | 27             | 41             |
| Glee: The Music, The Complete Season One CD Collection | - Udgivelsesdato: 10. december 2010 - Pladeselskab: Columbia (88697839112) - Format: CD box set | 45             | —              | —              |
| Glee: The Music, The Complete Season Two               | - Udgivelsesdato: 28. august 2012 - Pladesleskab: Columbia - Format: Digital download           | —              | —              | —              |
| Glee: The Music, The Complete Season Three             | - Udgivelsesdato: 28. august 2012 - Pladeselskab: Columbia - Format: Digital download           | —              | —              | —              |
| "—" betyder at der ikke er noget på hitlisten.         |                                                                                                 |                |                |                |